# Jean-Marie De Zerbi
Jean-Marie De Zerbi (Bastia, 20 novembre 1959) è un allenatore di calcio ed ex calciatore francese, di ruolo attaccante.

## Carriera
Esordì come professionista nel 1977, a diciotto anni non ancora compiuti, tra le file del Bastia, con il quale raggiunse il quinto posto alla fine del campionato e soprattutto la finale di Coppa UEFA, durante la quale sarà schierato in campo diverse volte. De Zerbi giocherà tra le file della squadra còrsa fino al 1983 quando sarà ceduto al Tours, squadra con la quale terminerà la carriera a livello professionistico l'anno successivo.
Nel 1992, dopo un periodo trascorso lontano dalle scene calcistiche (lavorò in una compagnia assicuratrice), ritornerà nel mondo del calcio nelle vesti di allenatore in seconda del Bastia, coadiuvando l'allora allenatore Frédéric Antonetti. Nel 2001, dopo quasi dieci anni di permanenza nel club della città natia, si trasferì al Saint-Etienne sempre nelle vesti di allenatore in seconda, quindi dal 2005 al 2009 lavora come sostituto di Frédéric Antonetti nel Nizza.
Dal 2009 al 2013 è viceallenatore al Rennes  ed dal 2015, fino al 2017 è stato assistente allenatore al Lilla.
Con il passaggio di Antonetti al Metz nel maggio 2018, De Zerbi lo affianca anche in questa nuova esperienza.

## Palmarès
- Coppa di Francia: 1

Bastia: 1981